# ورنر لیکا
ورنر لیکا (انگلیسی: Verner Lička؛ زادهٔ ۱۵ سپتامبر ۱۹۵۴) مربی فوتبال اهل چکسلواکی است.

## باشگاهی
از باشگاه‌هایی که در آن بازی کرده‌است می‌توان به بانیک استراوا اشاره کرد.
وی همچنین در تیم ملی فوتبال تیم ملی فوتبال چکسلواکی بازی کرده است.
وی در مسابقات کشوری و بین‌المللی در مجموع برندهٔ ۱ مدال طلا شده‌است.